# Vytautas Karvelis
Vytautas Karvelis (1972. április 1. –) litván válogatott labdarúgó.

## Pályafutása

### Klubcsapatokban
Felnőtt szinten 1990-ben kezdett el játszani a litván bajnokságban a Viltis csapatában. Ugyanebben a szezonban az akkori legerősebb litván klubhoz, a Žalgirishez igazolt, ahol hét szezont töltött el, 97 mérkőzésen, 25 gólt szerzett játszott a legfelsőbb osztályban. Országos bajnok (1991, 1991–92), ezüstérmes (1992–93, 1993–94, 1994–95) és bronzérmes (1990, 1995–96) lett, többszörös litván kupagyőztes. Rendszeresen részt vett Európa-kupa mérkőzéseken. A számára legeredményesebb 1995–96-os szezonban 11 gólt szerzett, és bekerült a bajnokság legjobb tíz góllövője közé.
1997-ben először igazolt a magyar élvonalbeli Videotonhoz, ahol 8 meccsen játszott. 1998 tavaszán a Lokomotiv Vilniusban játszott, fél szezon alatt 6 gólt szerzett, ebből 1998. június 3-án a Ranga elleni találkozón (5–3) mesterhármast ért el. 1998 őszén az FBK Kaunas csapatában játszott, amely végül bronzérmes lett. 1999 tavaszán a kínai Sencsen klubhoz került. A 2000-es szezon első felében ismét a Žalgirisben játszott, amely végül ezüstérmes lett, hat hónap alatt 6 gólt szerzett. Utána ismét külföldön játszott – a lengyel másodosztályban a Ostrowiec Świętokrzyski színeiben.
Miután visszatért hazájába, négy szezont töltött a Vėtra klubnál, 51 mérkőzést játszott a legfelsőbb osztályban, és három év alatt 27 gólt szerzett. A 2003-as litván bajnokság bronzérmese, a 2002–03-as litván kupa döntőse. 2002-ben az első ligában játszott a klubjával, és megnyerte a bajnokságot, egy szezonban 18 gólt szerzett. Pályafutása végén az Utenisben játszott az első ligában.

### A válogatottban
A litván válogatottban 1991. november 17-én mutatkozott be a Lettország elleni Balti Kupa mérkőzésen. 1998-ban pedig 6 mérkőzésen kapott lehetőséget.

## Mérkőzései a litván válogatottban
| #  | Dátum               | Ellenfél         | Eredmény | Kiírás                 | Esemény |
| -- | ------------------- | ---------------- | -------- | ---------------------- | ------- |
| –  | 1991. november 17.  | Lettország       | 1 – 1    | nem-hivatalos mérkőzés | 56'     |
| 1. | 1998. április 21.   | Lettország       | 2 – 1    | Balti-kupa             | 57'     |
| 2. | 1998. április 29.   | Chile            | 0 – 1    | barátságos mérkőzés    | 63'     |
| 3. | 1998. június 7.     | Fehéroroszország | 0 – 5    | barátságos mérkőzés    | 59'     |
| 4. | 1998. június 26.    | Azerbajdzsán     | 1 – 2    | barátságos mérkőzés    | 53'     |
| 5. | 1998. június 29.    | Andorra          | 4 – 0    | barátságos mérkőzés    | 46'     |
| 6. | 1998. augusztus 16. | Moldova          | 1 – 1    | barátságos mérkőzés    | 46'     |

## Fordítás
- Ez a szócikk részben vagy egészben  a(z)   Карвялис, Витаутас (футболист) című orosz Wikipédia-szócikk ezen változatának fordításán alapul.  Az eredeti cikk szerkesztőit annak laptörténete sorolja fel. Ez a jelzés csupán a megfogalmazás eredetét és a szerzői jogokat jelzi, nem szolgál a cikkben szereplő információk forrásmegjelöléseként.